# Hemichromis frempongi
Hemichromis frempongi è un pesce d'acqua dolce della famiglia Cichlidae.
È la terza specie del primo gruppo di suddivisione del genere Hemichromis, creato dall'ittiologo americano Loiselle. Tale specie è una scoperta abbastanza recente che si differenzia solo leggermente dalla specie-tipo (H. fasciatus).

## Descrizione
La lunghezza totale degli adulti è di circa 12 cm. Presenta cinque macchie sui fianchi, di solito rotonde e scure, di un diametro più piccolo di quelle di H. fasciatus e non sono ornate da puntini. Dal mento alla coda, questi pesci presentano una intensa colorazione rossa, talvolta diffusa anche a tutta la parte inferiore del corpo. Una tenue fascia longitudinale, che si presenta a seconda dell'umore e dell'ambiente, congiunge le macchie sui fianchi, dalla prima all'ultima.

## Allevamento in acquario
Devono essere messi a disposizione di questa specie acquari spaziosi o, per l'allevamento singolo, piccole vasche. Non serve a molto offrire numerosi nascondigli per altri ospiti dell'acquario o per femmine non ancora pronte per la riproduzione. I pesci giovani riescono a tollerare la convivenza con altre specie soltanto se li si nutre abbondantemente. Nella dieta vengono compresi lombrichi, pesci (fino a un terzo e persino fino alla metà della loro stessa lunghezza) ed altri tipi di mangime molto sostanziosi. Quando i pesci raggiungono una lunghezza di 9 cm, si possono considerare sessualmente maturi e pronti per la riproduzione.

## Habitat naturale
Questa specie è endemica nel lago Bosumtwi, nel Ghana centrale.

## Fonti
- (Ciclidi dell'Africa occidentale) Horst Linke - Wolfgang Staeck